# Vitesse in het seizoen 1962/63
Het seizoen 1962/1963 was het negende jaar in het bestaan van de Arnhemse betaaldvoetbalclub Vitesse. De club kwam uit in de Tweede divisie A en eindigde daarin op de zesde plaats. Tevens deed de club mee aan het toernooi om de KNVB beker, hierin werd ze in de tweede ronde uitgeschakeld door SHS (0–5).

## Wedstrijdstatistieken

### Tweede divisie A
|       | AGOVV | Alkmaar '54 | Be Quick | De Graafschap | Heerenveen | KFC   | Leeuwarden | N.E.C. | Oldenzaal | Stormvogels | Tubantia | VSV   | Wageningen | ZFC   | Zwartemeer | Zwolsche Boys |
| ----- | ----- | ----------- | -------- | ------------- | ---------- | ----- | ---------- | ------ | --------- | ----------- | -------- | ----- | ---------- | ----- | ---------- | ------------- |
| Thuis | 1 – 1 | 2 – 2       | 4 – 1    | 0 – 1         | 4 – 1      | 1 – 0 | 3 – 2      | 1 – 2  | 4 – 0     | 2 – 0       | 2 – 2    | 0 – 0 | 1 – 1      | 1 – 0 | 2 – 1      | 2 – 2         |
| Uit   | 4 – 1 | 1 – 2       | 0 – 0    | 1 – 0         | 2 – 2      | 3 – 0 | 1 – 2      | 1 – 1  | 4 – 1     | 2 – 2       | 1 – 7    | 1 – 1 | 4 – 1      | 1 – 3 | 1 – 1      | 2 – 0         |

### KNVB beker
| 1e ronde                                        | Baronie    | 1 – 3 (1 – 1) | Vitesse                                             |
| 13 oktober 1962 Plaats: Breda De Blauwe Kei     | Theo Bilok |               | 23' Arend Loos 40' Harrie Notten 80' Willi Drehmann |
| 2e ronde                                        | Vitesse    | 0 – 5 (0 – 3) | SHS                                                 |
| 3 april 1963 Plaats: Arnhem Nieuw-Monnikenhuize |            |               | Onbekend                                            |

## Statistieken Vitesse 1962/1963

### Eindstand Vitesse in de Nederlandse Tweede divisie A 1962 / 1963
| Stand | Gespeeld | Gewonnen | Gelijk | Verloren | Punten | Doelpunten voor | Doelpunten tegen |
| ----- | -------- | -------- | ------ | -------- | ------ | --------------- | ---------------- |
| 6e    | 32       | 12       | 12     | 8        | 36     | 54              | 45               |

### Topscorers
| #              | Naam                     | Goal |
| -------------- | ------------------------ | ---- |
| 1.             | Jan Seelen               | 16   |
| 2.             | Leo Beerendonk           | 7    |
| 3.             | Gerard Maurits           | 6    |
| 4.             | Willi Drehmann           | 4    |
| 4.             | Jan Veenstra             | 4    |
| 5.             | Harrie Notten            | 3    |
| 5.             | Theo Slijkhuis           | 3    |
| 6.             | Nico Jonker              | 2    |
| 6.             | Piet van Kerkhof         | 2    |
| 7.             | Arend Loos               | 1    |
| Eigen doelpunt |                          |      |
| –              | Eddy Vermeer (Oldenzaal) | 1    |
| Totaal         | Totaal                   | 54   |

| #      | Naam           | Goal |
| ------ | -------------- | ---- |
| 1.     | Willi Drehmann | 1    |
| 1.     | Arend Loos     | 1    |
| 1.     | Harrie Notten  | 1    |
| Totaal | Totaal         | 3    |